# Quercus alba
Pour les articles homonymes, voir Chêne blanc.
Espèce
Synonymes
- Quercus alba f. alba[1]
- Quercus alba var. subcaerulea A.L. & M.C. Pickens[2]
- Quercus alba var. subflavea A.L. & M.C. Pickens[2]
- Quercus candida Steud.[1]
- Quercus nigrescens Raf.[1]
- Quercus ramosa Dippel[1]

Statut de conservation UICN

 LC  : Préoccupation mineure
Le chêne blanc ou chêne blanc d'Amérique (Quercus alba) est une espèce de chêne mesurant en général une trentaine de mètres, le plus grand connu atteint les 44 mètres de hauteur. Certains spécimens vivent plus de 500 ans. On le trouve principalement en Amérique du Nord dans un climat continental humide. Cet arbre, dont le nom vient de la couleur du bois une fois travaillé, a presque disparu de certaines région (notamment au Québec) à cause de sa surexploitation passée et de la détérioration de son habitat naturel. Son bois a été utilisé pour la construction maritime, et peut prendre une flexion de 90 degrés[réf. souhaitée]. Le bois du chêne à gros fruits, aux propriétés semblables, est utilisé aux mêmes fins.
On parle aussi de chêne blanc dans le sud de la France, particulièrement en Provence et en Ardèche où il a donné nombre de toponymes et patronymes  : Blachère, Blanquere etc. Il s'agit alors en fait de chêne pubescent que l'on peut éventuellement confondre avec les photos de Quercus alba présentées ici.

## Description

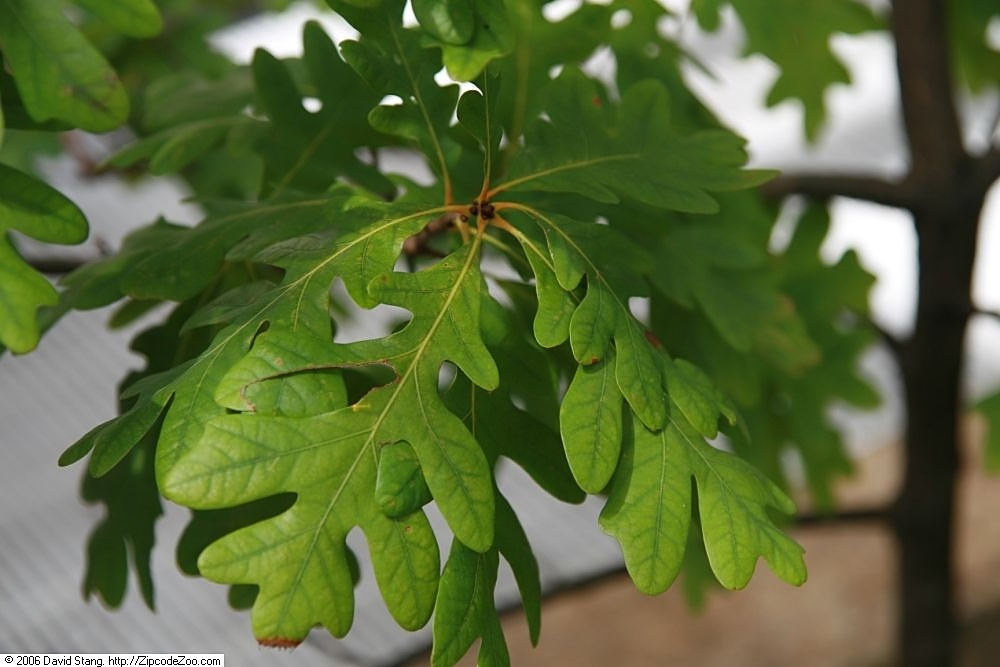
feuillage
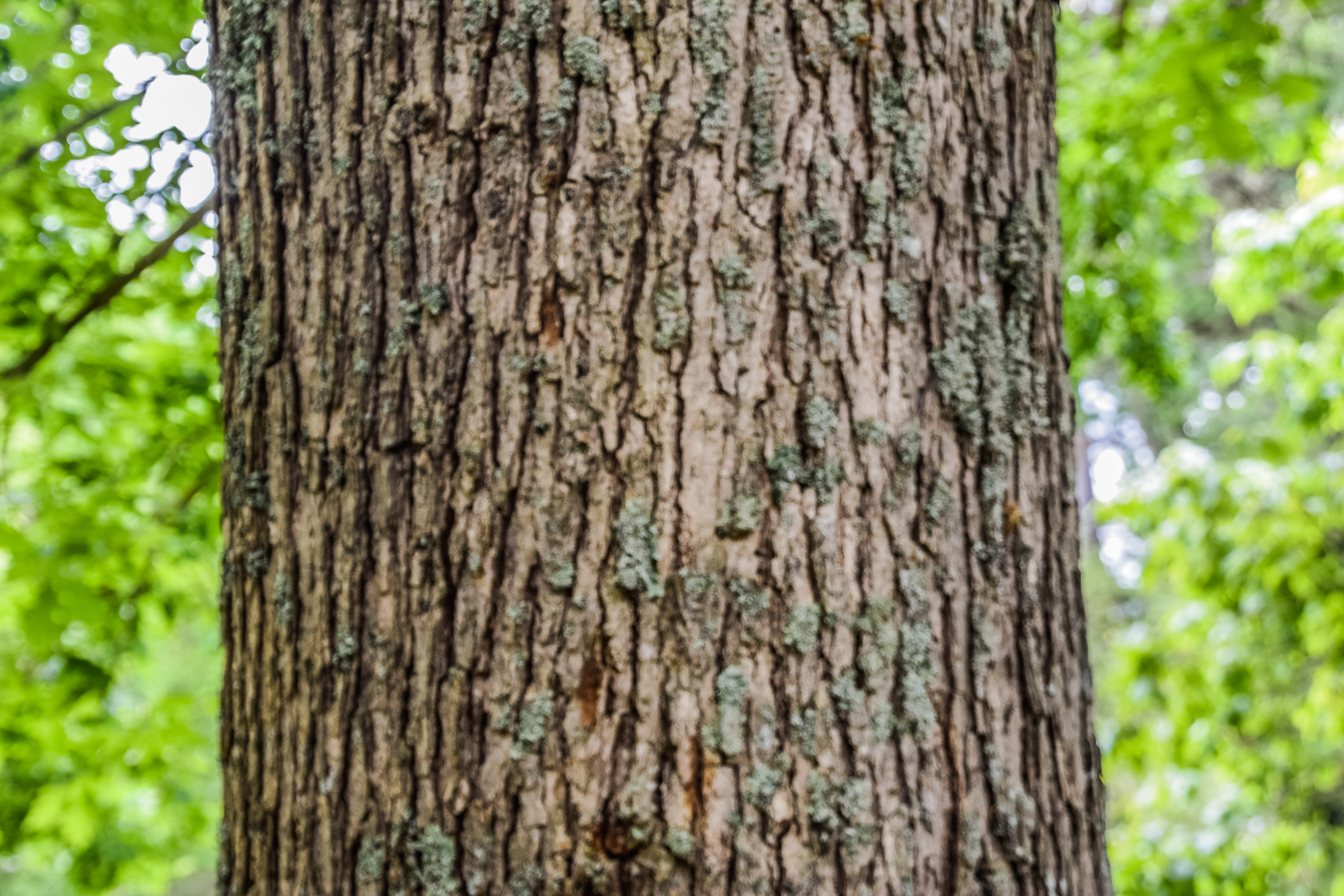
écorce
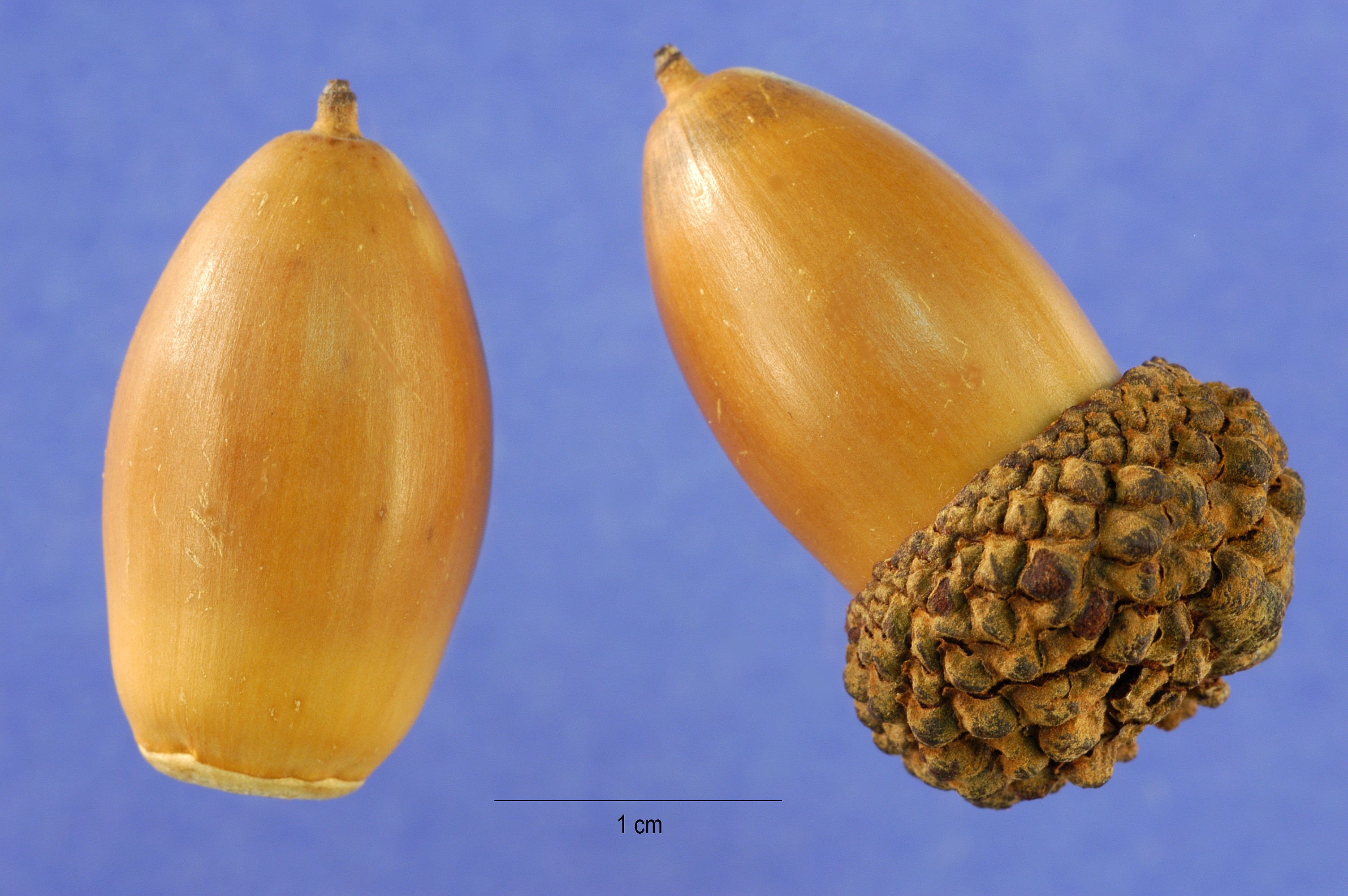
gland

Les chênes blancs atteignent généralement une hauteur d'environ trente mètres. C'est une essence d'arbres qui s'autopollinisent. Ils peuvent prendre jusqu'à 25 ans avant de produire des glands, les fruits du chêne. Les glands du chêne blanc viennent à maturité l'année même de leur pollinisation. Ils ont une cupule épaisse et une paroi lisse. Malgré son nom de chêne "blanc", il est rare que cet arbre ait une écorce blanche et ses feuilles sont rouges à l'automne. C'est sa ressemblance avec un chêne européen qui lui aurait valu son nom.

## Écologie
Les glands des chênes, mais en particulier des chênes blancs, sont très appréciés comme nourriture par les chevreuils. Bien que l'appétence des animaux sauvages soit difficile à déterminer, il est généralement reconnu que les chevreuils préfèrent les glands des chênes blancs à ceux des chênes rouges puisqu'ils ont une teneur en tanin plus faible. Aux États-Unis, c'est le chêne qui a la plus grande résistance au flétrissement américain du chêne, certains arbres étant même complètement résistants, et certains sujets faiblement atteints pouvant guérir complètement[réf. souhaitée].

## Répartition et habitat

Aire de répartition naturelle de

Cet arbre se trouve sur une large zone rectangulaire allant du Texas au Wisconsin à l’ouest et du Québec à la Floride à l’est.